# Associazione francese per la standardizzazione
L'Associazione francese per la standardizzazione (Association française de normalisation, abbreviata in Afnor o AFNOR) è l'organizzazione francese che rappresenta la Francia presso l'Organizzazione internazionale per la normazione (ISO) e il Comitato europeo di normazione (CEN).
Dal 1º gennaio 2014, a seguito della fusione tra Afnor e l'Union technique de l'électricité (UTE), è anche membro del Comitato europeo di normazione elettrotecnica (CENELEC) a livello europeo, e della Commissione elettrotecnica internazionale (IEC) a livello internazionale.
L'Associazione francese per la standardizzazione è stata creata nel 1926 ed è posta sotto la supervisione del Ministero dell'Industria. Il suo ruolo è specificato nel Decreto n. 2009-697 del 16 giugno 2009 sulla normazione, che gli conferisce una missione di interesse generale. In quanto tale, riceve una sovvenzione pubblica che copre parte delle sue attività. Nel 2020, questo sostegno ha rappresentato l'8,2% delle entrate dell'associazione, in calo di un quarto rispetto al 2018, quando aveva raggiunto un importo eccezionale. L'AFNOR pubblica la raccolta di norme NF che di solito identifica un documento con la forma NF L CC-CCC nella nomenclatura nazionale francese.

## Le sue missioni
Il ramo settoriale di standardizzazione dell'AFNOR si occupa di: 
- guidare e coordinare lo sviluppo degli standard;
- rappresentare e difendere gli interessi in tutti gli organismi di standardizzazione;
- certificare gli standard;
- promuovere e facilitare l'uso degli standard;
- sviluppare la certificazione di prodotti e servizi con il marchio NF.